# Knettishall
Knettishall – wieś w Anglii, w hrabstwie Suffolk, w dystrykcie West Suffolk. Leży 41 km na północny zachód od miasta Ipswich i 121 km na północny wschód od Londynu. Miejscowość liczy 40 mieszkańców.